# 巴黎時尚博物館

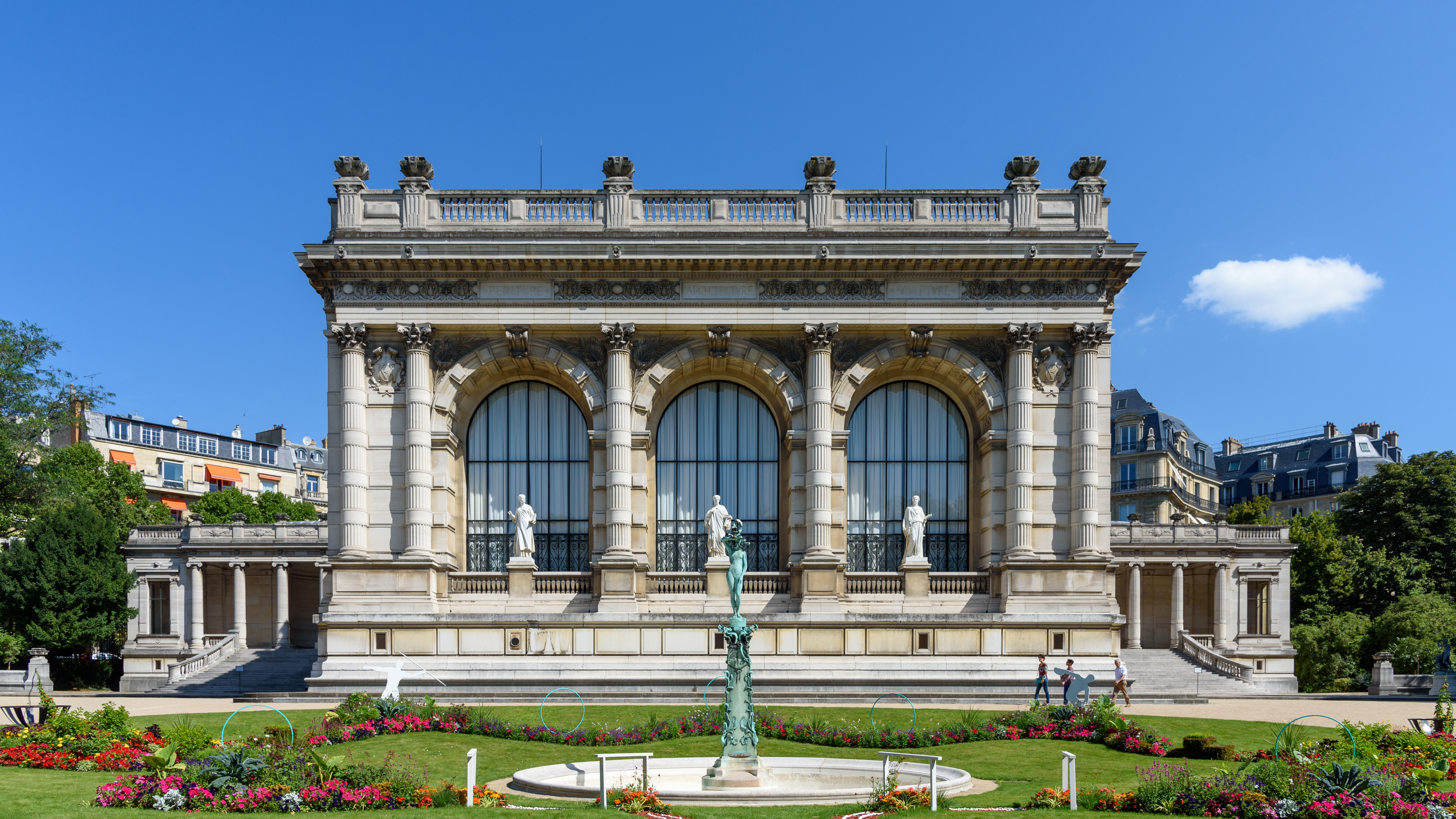
巴黎時尚博物館

巴黎時尚博物館（法語：Musée Galliera）是法國首都巴黎的博物館，位於巴黎十六區，以時尚和時尚史為展示主題。除了禮拜一和公眾假日之外每日開放，免費入場。博物館在近年曾經進行過一次大規模翻新，在2013年9月28日重新對外開放。

## 外部連結
- Official Galliera Museum site （页面存档备份，存于）
- （英文） Galliera Museum page on Paris Musées' website Archive.today的存檔，存档日期2013-07-01
- （英文） Paris Musées official website （页面存档备份，存于）
- ParisInfo entry （页面存档备份，存于）
- 巴黎時尚博物館 地点 的存檔，存档日期2022-06-14.